# بيبي (رسوم متحركة)
بيبي هو مسلسل تلفزيوني تركي ثلاثي الأبعاد للأطفال، من إنتاج شركة دوشيَري لقناة تي آر تي الأطفال ابتكرت المسلسل عايشة شوله بلجيج، وعُرضت الحلقة الأولى بشكل تمهيدي في 1 نوفمبر 2008.

## الشخصيات
- بيبي: هو الشخصية الرئيسية في السلسلة، ولد صغير مليء بالفضول، يحب اللعب واكتشاف أشياء جديدة. يتميز بسرعته وخفته، وغالبًا ما يُرى مرتديًا ملابس وقبعة زرقاء. أصدقاؤه المقرّبون هم شيلا وزولو وشوشو.
- شوشو: شخصية صوتية ترافق السلسلة بأكملها، وغالبًا ما تتحدث مباشرة مع الشخصيات. تجمعها علاقة ودية مع بيبي، وهو دائمًا سعيد بسماعها. تُذكّر بأسلوب مقدمة البرامج البرازيلية شوشا في برامج الأطفال.
- بيبيه: أخت بيبي الصغرى.

## مشاكل قانونية
في سنة 2013، رفعت شركة زينكيا إنترتينمنت، وهي الشركة المالكة لحقوق شخصية الرسوم المتحركة الإسبانية شادي الصغير، دعوى قضائية ضد شركة دش يري بيلشيم تكنولوجي بتهمة انتهاك حقوق التأليف والنشر، مدّعية من بين أمور أخرى أنّ حتى اسم العمل يعود أصله إلى اللغة الإسبانية. وقد صدر الحكم لصالح شركة زينكيا، ما أدى إلى إلغاء علامة بيبي التجارية. وفي سنة 2018، رُفعت دعوى أخرى مطالبة بتعويض قدره مئة ألف ليرة تركية.

## نظرة عامة على السلسلة
| الموسم | الحلقات | بداية العرض | نهاية العرض |
| ------ | ------- | ----------- | ----------- |
| 1      | 26      | 6 6 2008    | 28 11 2008  |
| 2      | 26      | 17 4 2009   | 9 10 2009   |
| 3      | 26      | 26 2 2010   | 20 8 2010   |

## الإصدار الدولي
| الدولة أو الإقليم | القناة                                                                                  | تاريخ العرض الأول | العنوان في الدولة |
| ----------------- | --------------------------------------------------------------------------------------- | ----------------- | ----------------- |
| أذربيجان 🇦🇿       | قناة إيه آر بي غونَش                                                                     |                   | Pepee             |
| تركيا 🇹🇷          | قناة تي آر تي للأطفال 2008-2013، قناة شو تي في 2014-2015، قناة بلانيت للأطفال 2015-2017 | 6 6 2008          | Pepee             |
| إيران 🇮🇷          | قناة بوية                                                                               |                   | پپه               |
| الوطن العربي      | قناة نيك جونيو                                                                          |                   | پپه               |